# Hans Thoma
Hans Thoma (ur. 2 października 1839 w Bernau, zm. 7 listopada 1924 w Karlsruhe) – niemiecki malarz i grafik.
W latach 1899–1919 był profesorem akademii sztuk plastycznych w Karlsruhe. Malował portrety, pejzaże, ludowe sceny rodzajowe i idylliczne, martwe natury, a pod koniec życia kompozycje religijne, mitologiczne i alegoryczne, z widocznym wpływem malarstwa Arnolda Böcklina. W malarstwie krajobrazowym charakterystyczne są dla niego rozległe pejzaże, chętnie przedstawiane z wyniosłej perspektywy (Pejzaż z gór Taunus, Pejzaż znad Menu, inne krajobrazy z gór i nadreńskie). W 1917 otrzymał Pour le Mérite za Naukę i Sztukę
W Polsce znajduje się co najmniej kilka obrazów tego artysty: Wazon z kwiatami (od 1975 w zbiorach stołecznego Muzeum Narodowego), Martwa natura z zającem, bażantami i homarem (1889; Muzeum Narodowe w Warszawie, Diana pod drzewem (1878; Muzeum Narodowe we Wrocławiu), Wodospad z kąpiącymi się chłopcami (1875; Muzeum Narodowe w Poznaniu).